# Monte-Soratte-Klöster
Die Benediktiner-Klöster am Monte Soratte nördlich von Rom entstanden spätestens im 8. Jahrhundert und waren – wie auch Santa Maria in Farfa und San Salvatore in Rieti – eng mit den Karolingern verbunden. Zum einen standen sie unter dem Schutz des Herrscherhauses, zum anderen wurden sie von ihm mit Gütern und Rechten bedacht, und zum dritten dienten sie den Karolingern sowohl als politische Stützpunkte in der Nähe des Papstes als auch als Unterkunft bei ihren Rombesuchen. Die bekanntesten dieser Klöster sind Sant’Andrea, San Silvestro und San Stefano.

## Sant’Andrea

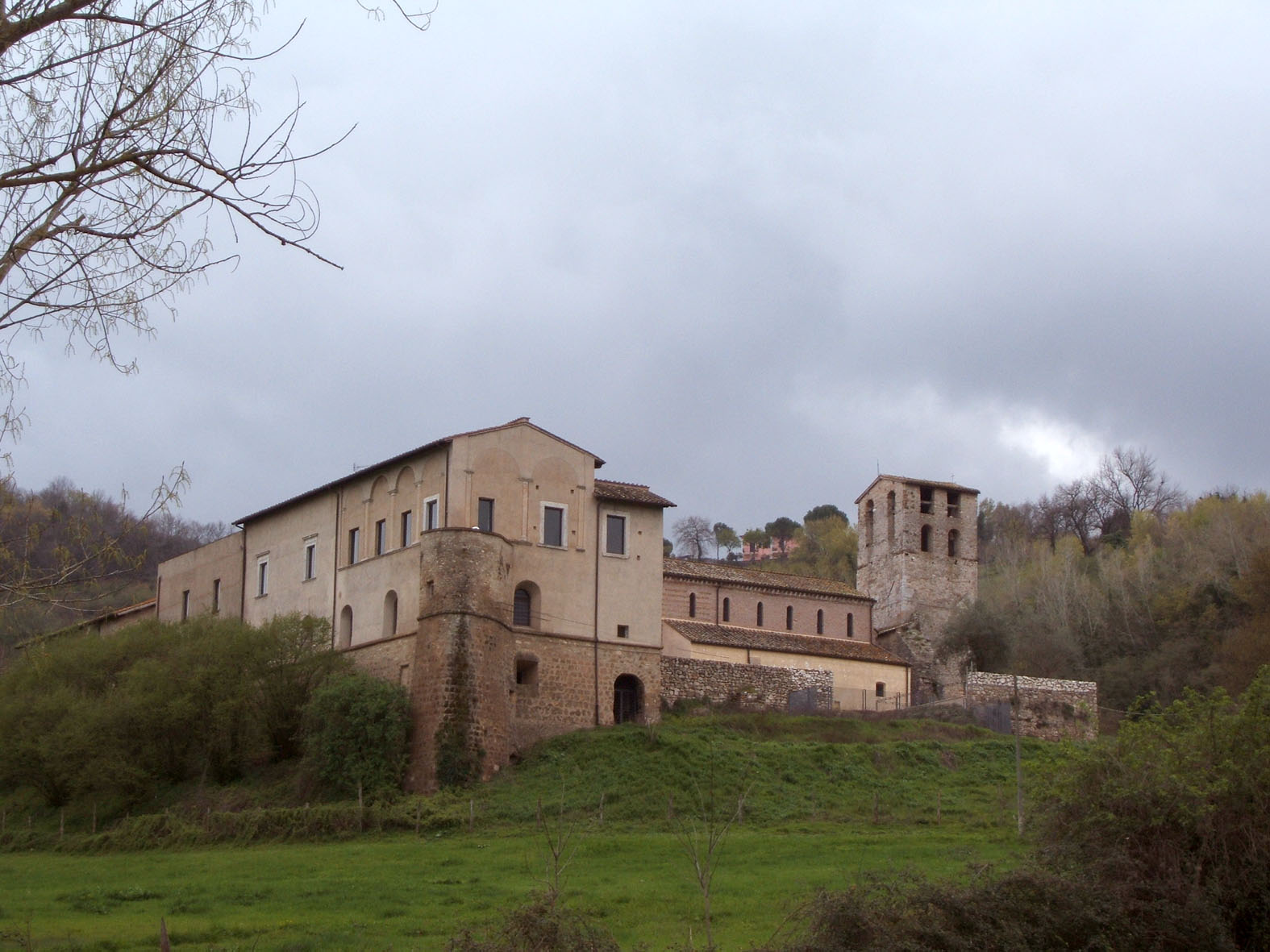
Sant’Andrea in flumine

Sant‘Andrea in flumine stand in der Nähe von Ponzano Romano. Gegenüber den anderen Klöster entwickelte Sant’Andrea im 9. Jahrhundert eine größere Bedeutung und schaffte es dann auch, zum reichsunmittelbaren Kloster zu werden. Am Ende des 9. oder Anfang des 10. Jahrhunderts wurde Sant’Andrea von den Sarazenen zerstört, dann aber 946 von Alberich II., der als princeps Rom und das Papsttum beherrschte, wieder aufgebaut und einem geregelten klösterlichen Leben zugeführt. Dennoch war die Blütezeit der Abtei vorbei, es dauerte aber noch über 300 Jahre, bis Papst Honorius IV. sie im Jahr 1285 dem Bischof von Ancona unterstellte. 1408 wurde Sant’Andrea dann ebenso wie San Silvestro von Rieti mit der Abtei San Paolo fuori le Mura zusammengeschlossen, 1548 schließlich der Abtei Tre Fontane in Rom unterstellt.
Vom Kloster sind Teile der Umfassungsmauer erhalten, die Kirche mit Fresken aus dem 12. und 15. Jahrhundert sowie der Palast der Äbte, der von den Farnese instand gesetzt wurde.
Die bekannteste Persönlichkeit des Klosters war der Geschichtsschreiber Benedikt von Sant’Andrea, der um 968 ein Chronicon verfasste, die die Zeit von Christi Geburt bis zum Jahr 965 abdeckt, in der er in einem „geradezu entsetzlichen Latein“ die gesamte Geschichte auf sein Kloster bezieht, Klassiker „verunstaltet“ und dabei auch chronologische Fehler macht. Der Wert dieser Chronik liegt einzig darin, dass dieses Werk die einzige Quelle aus Rom und seiner Umgebung im 10. Jahrhundert ist.

## San Silvestro
Der Legende nach wurde auf dem Gipfel des Monte Soratte bereits von Papst Silvester I. († 335) eine Kirche gebaut, als er sich auf der Flucht vor der Verfolgung durch Konstantin den Großen befand. Das Kloster San Silvestro hingegen wurde – ebenfalls auf dem Berggipfel – von Karlmann gegründet, nachdem er sich im Jahr 747 von der Macht zurückgezogen hatte. Allerdings verließ er das Kloster bald wieder, um nach Montecassino umzuziehen, da er sich in San Silvestro durch fränkische Pilger zu häufig gestört fühlte.
1612 wurde San Silvestro zu einer Abtei des Zisterzienserordens und 1802 aufgehoben. 1835 wurde unterhalb des Gipfels vom Trinitarier-Orden ein neues Kloster gegründet, das bis heute besteht. In der Kirche San Silvestro sul Soratte auf dem Gipfel gibt es Fresken aus dem 14. und 15. Jahrhundert sowie einen Altar, der noch Fragmente von Skulpturen aus der Gründungszeit des Klosters aufweist.

## Weblink
- Fotos der Ruine von San Silvestro